# Ditech
Ditech.com成立於1995年，為通用汽車底下通用國際財務管理股份有限公司（GMAC）的成員，是通用國際財務管理股份有限公司房屋貸款的事業單位。